# توپولوفگراد
توپولوفگراد شهری در استان خاسکوو کشور بلغارستان است که جمعیت آن در سال ۲۰۰۱ میلادی ۶٬۶۱۸ نفر بوده‌است.

## نگارخانه

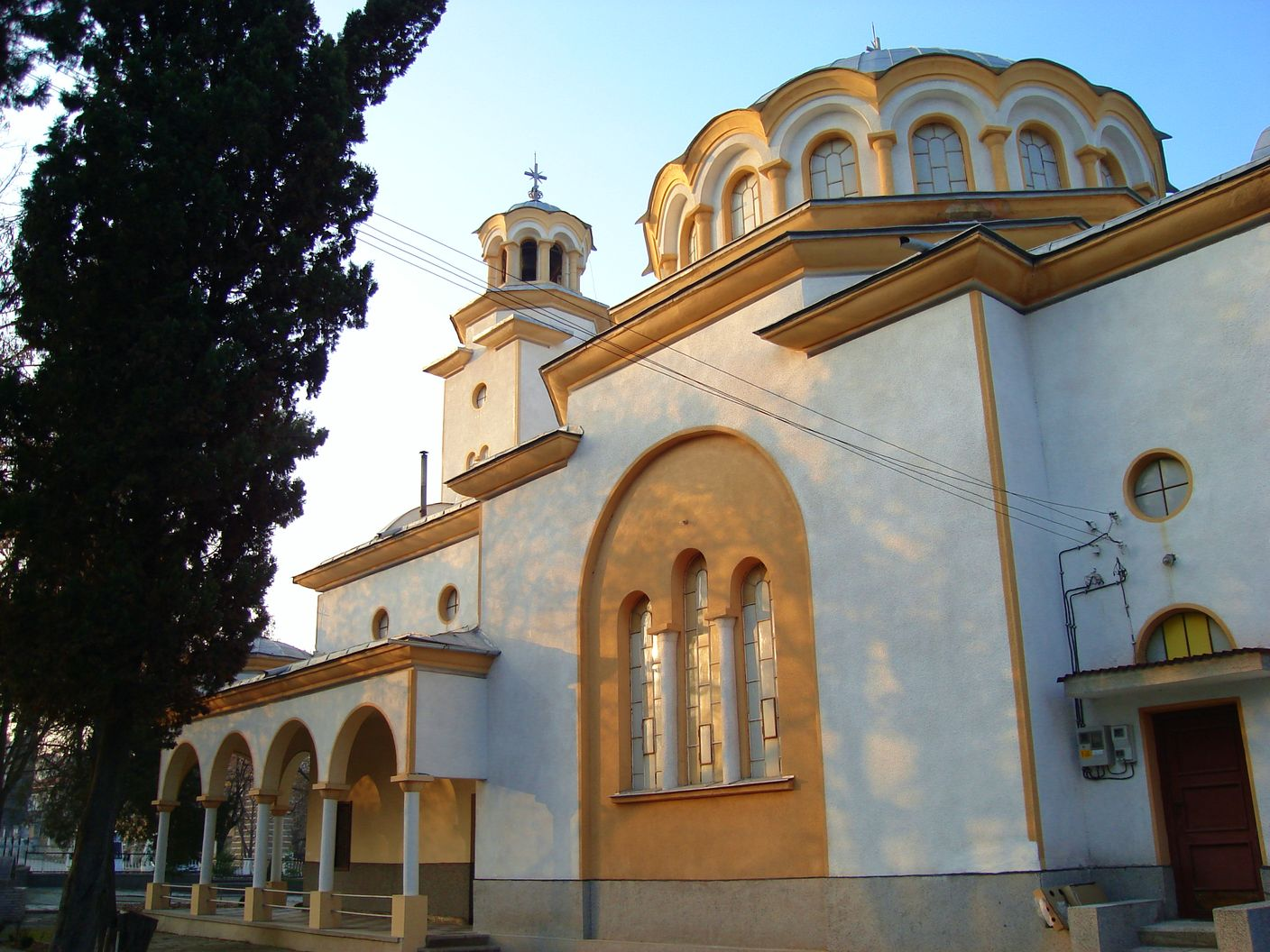
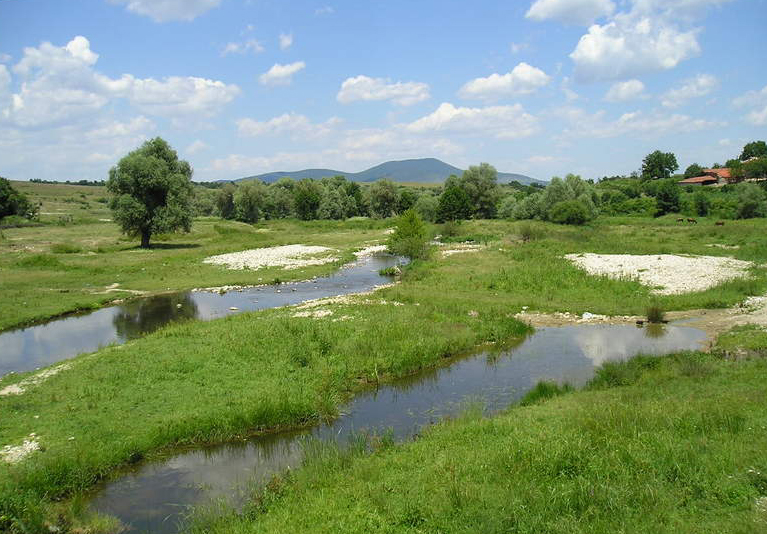
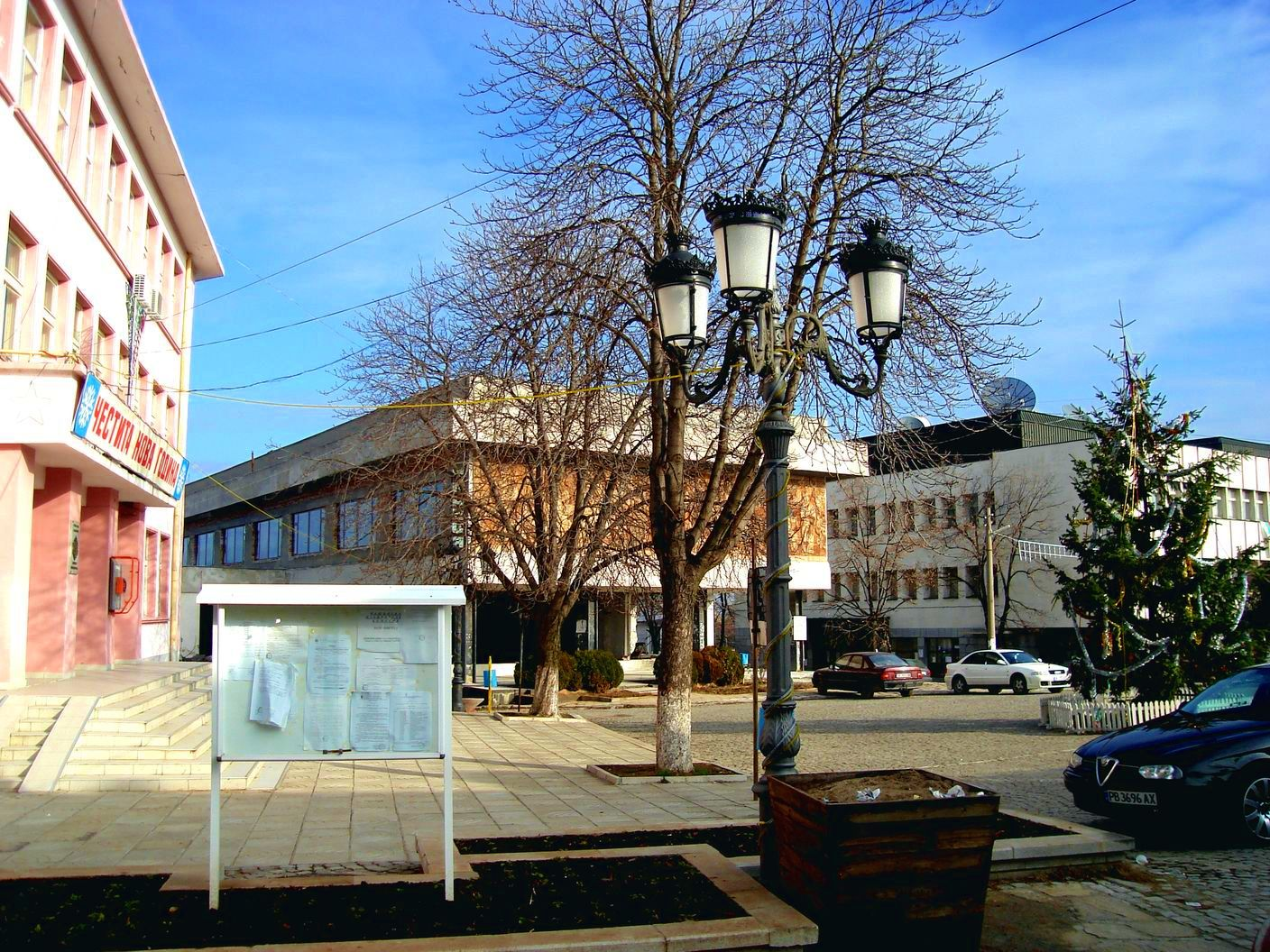
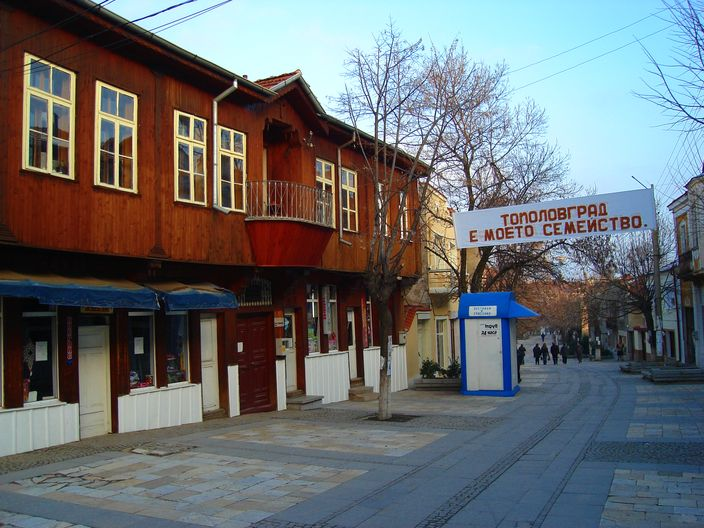
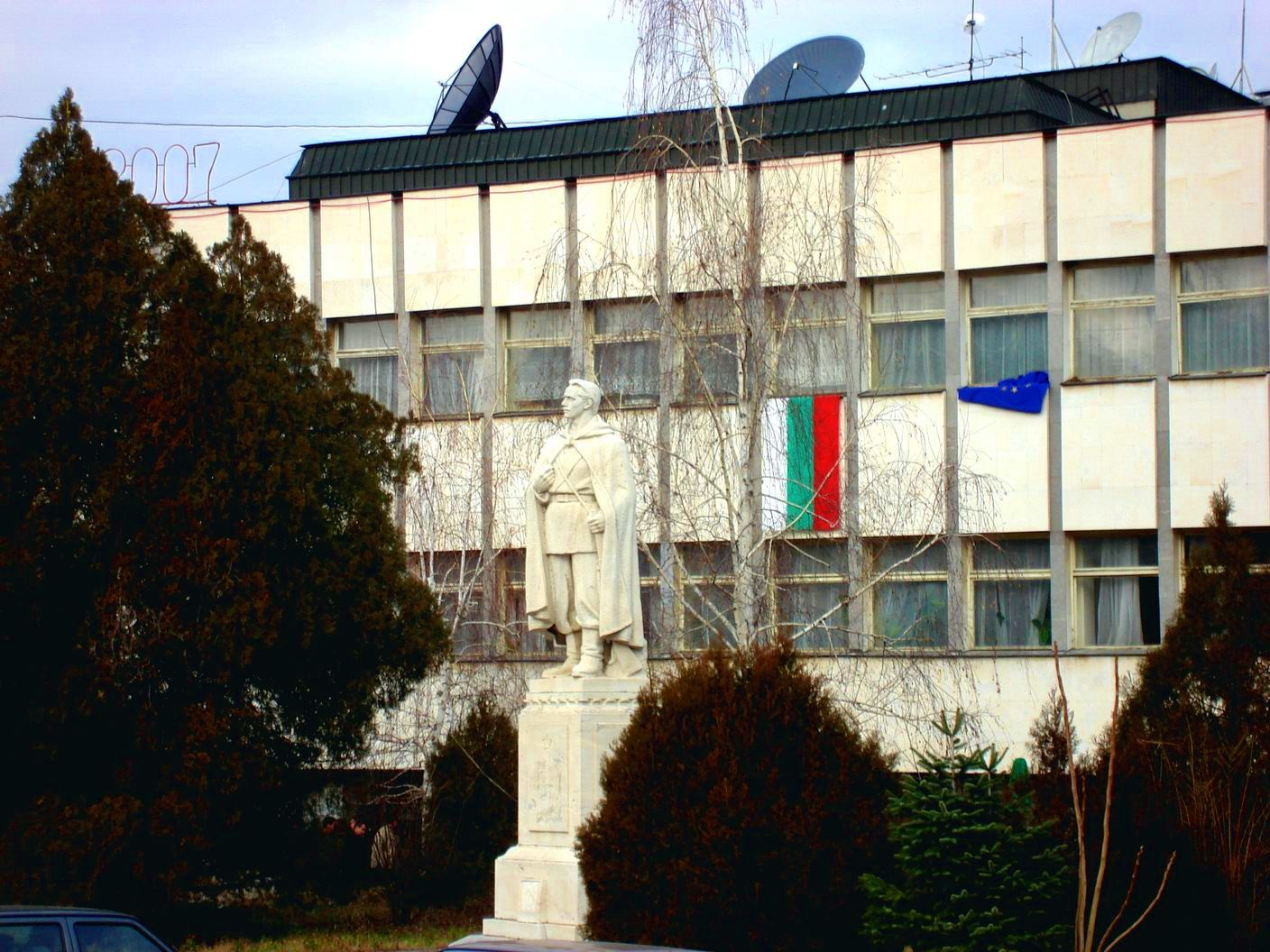